# Ŝ
Cette page contient des caractères spéciaux ou non latins. S’ils s’affichent mal (▯, ?, etc.), consultez la page d’aide Unicode.
Ŝ (minuscule : ŝ), ou S accent circonflexe, est une lettre additionnelle latine utilisée dans l’écriture du chilcotin et de l’espéranto, ainsi que du hassanya et du manjaque au Sénégal, et dans la romanisation ISO 9. Il s’agit de la lettre S diacritée d'un accent circonflexe.

## Utilisation
Au Canada, le S accent circonflexe ‹ ŝ › est utilisé dans l’écriture du chilcotin et se retrouve notamment dans le nom officiel du Tŝilhqox Biny (en), anciennement appelé Chilko Lake de 1911 à 2019,.
En espéranto, Ŝ est la vingt-troisième lettre de l’alphabet (entre S et T) et représente le son /ʃ/. En cas d’impossibilité d’utiliser cette lettre (par exemple si elle n’est pas disponible sur le clavier), elle peut être remplacée par sh (comme préconisé dans le Fundamento de Esperanto) ou sx.

## Représentations informatiques
La lettre S accent circonflexe peut être représentée avec le caractère Unicode suivant :
- précomposé (latin étendu A) :

| forme     | représentation | chaîne de caractères | point de code | description                                  |
| --------- | -------------- | -------------------- | ------------- | -------------------------------------------- |
| capitale  | Ŝ              | Ŝ                    | U+015C        | lettre majuscule latine s accent circonflexe |
| minuscule | ŝ              | ŝ                    | U+015D        | lettre minuscule latine s accent circonflexe |

- décomposé (latin de base, diacritiques) :

| forme     | représentation | chaîne de caractères | point de code | description                                              |
| --------- | -------------- | -------------------- | ------------- | -------------------------------------------------------- |
| capitale  | Ŝ              | S◌̂                   | U+0053 U+0302 | lettre majuscule latine s diacritique accent circonflexe |
| minuscule | ŝ              | s◌̂                   | U+0073 U+0302 | lettre minuscule latine s diacritique accent circonflexe |

Des anciens codages informatiques permettent aussi de représenter le S accent circonflexe  ISO/CEI 8859-3 :
- capitale Ŝ : DE
- minuscule ŝ : FE